# サーボ機構
サーボ機構（サーボきこう、追従機構、servo mechanism）は、物体の位置、方位、姿勢などを制御量として、目標値に追従するように自動で作動する仕組み。自動制御装置。サーボ (Servo) の語源はラテン語の "servus"（英語のslave・servantの意）。

## 概要
工作機械、ファクトリーオートメーションやロボット分野では欠かせない技術となっている。コントローラ（司令部）がサーボアンプ（制御部）を通してサーボモータ（駆動・検出部）を制御し、サーボモータは制御の状態を確認し制御部に負帰還 (feedback) する方法と、予め計算した値に正帰還 (feed forward) する方法とがある。
また、自動車等のブレーキ等では、ブレーキペダルの踏力から直接の油圧によりそのままブレーキ装置を働かせるだけではなく、何らかのサーボ機構を利用するものがあり、それをサーボと呼ぶ。
ドラムブレーキ（自動車など）や、自転車等のいわゆる「サーボブレーキ」における、ブレーキ機構自身の摩擦力によって、より強くブレーキがきく方向に正帰還 (feed forward) 的な働きがあるという特性を「セルフサーボ特性」と呼ぶ。そのためか、踏力を補助する『倍力装置』等と理解されていることがある。
自動車以外でもサーボブレーキという概念を用いている。

## サーボ機構の応用
- ファクトリーオートメーション (FA: Factory Automation)
- ロボット、工作機械
- 精密機器、情報機器、医療機器
- 航空機、船舶
- オートメイテッドマニュアルトランスミッション
- ラジコン

など

## 規格と定義
- JIS Z 8121 (1967)　オペーレーションズリサーチ用語　『サーボ機構』
- JIS B 0185 (2002)　知能ロボット用語　『サーボ機構』